# Samuel Alexander Kinnier Wilson
Samuel Alexander Kinnier Wilson (* 6. Dezember 1878 in Cedarville, New Jersey; † 12. Mai 1937 in London) war ein britischer Neurologe.

## Leben

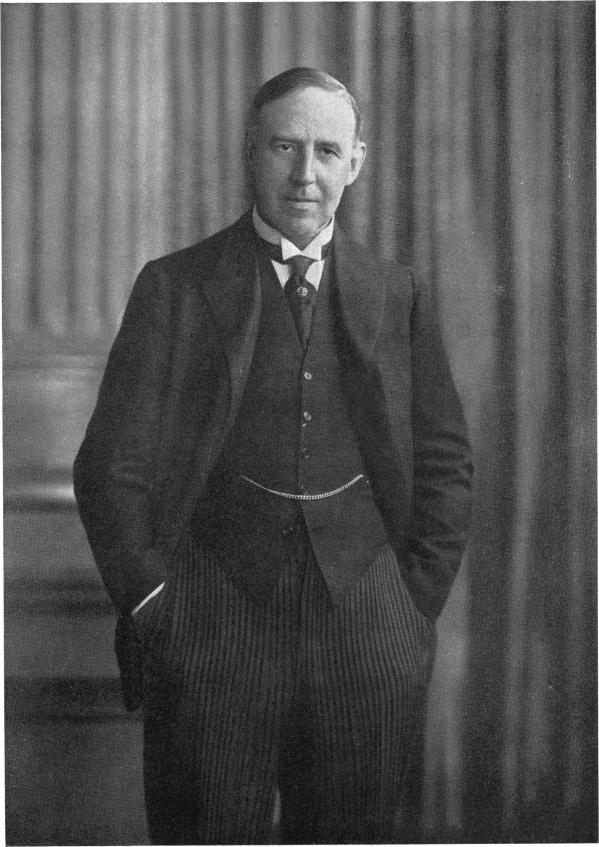
Samuel Alexander Kinnier Wilson

Samuel Alexander Kinnier Wilson, Sohn des gebürtigen irischen Geistlichen und Presbyterianer-Priesters James Kinnier Wilson, der bald nach Samuels Geburt an Malaria starb. Daraufhin zog die Familie in die schottische Heimat Edinburgh der Mutter zurück. Während seiner Schulzeit am George Watson’s College in Edinburgh gewann Samuel Wilson aufgrund seiner herausragenden Sprachbegabung mehrere Preise für Griechisch und Latein. Sein Medizinstudium absolvierte er an der University of Edinburgh.
Nach erfolgreichem Abschluss im Jahre 1902 arbeitete er als Hausarzt am Königlichen Klinikum (Royal Infirmary) von Edinburgh zusammen mit Sir Byrom Bramwell, wo er sein fortwährendes Interesse an der Neurologie fand. 1903 erhielt er den Titel Bachelor of Science im Bereich Physiologie mit Auszeichnung und ging nach Paris, um mit Pierre Marie zusammenzuarbeiten. Danach arbeitete er für ein Jahr mit Joseph Babinski am Bicêtre-Hospital. Nach einem kurzen Besuch bei Paul Flechsig in Leipzig ging er zurück nach London und ging 1904 an das National Hospital for Nervous Diseases, Queen Square, zunächst als Hausarzt, später als Rechtsmediziner und Pathologe, bis hin zum Berufsmediziner. Hier verbrachte er die meiste Zeit seines Lebens gemeinsam mit einer Gruppe von Neurologen, unter anderem auch Sir William Richard Gowers, John Hughlings Jackson, Henry Charlton Bastian und Sir Victor Alexander Haden Horsley.
Im Juli 1911 wurde er wegen einer 211 Seiten umfassenden Doktorarbeit mit dem Thema Progressive lenticular degeneration: A familial nervous disease associated with cirrhosis of the liver (Fortschreitende Degeneration des Nucleus lentiformis: Eine familiengebundene Nervenerkrankung einhergehend mit Leberzirrhose) berühmt und gewann dafür die Goldmedaille der Edinburgher Universität. Obwohl Carl Friedrich Otto Westphal und Adolf von Strümpell die Pseudosklerose bereits beschrieben hatten (Westphal-Strümpell-Syndrom), zeigte Wilson seinerseits auf, dass diese nicht die linsenbezogenen und leberspezifischen Aspekte gemeinsam abgeklärt hatten, sodass diese nicht als die zwei wesentlichen Merkmale der Störung in Verbindung gebracht werden konnten.
Zu dieser Zeit war er 33 Jahre alt und Rechtsmediziner am National Hospital, Queen Square, London. Im Folgejahr veröffentlichte er einen Artikel zum gleichen Thema in der Zeitschrift Brain. Hierin führte er detailliert seine Schlüsse auf mit der irrigen Annahme, dass es sich „zumeist um familiäre, aber nicht um angeborene oder vererbte Ursachen handle“.
Seine Veröffentlichung floss in den neurologischen Begriff extrapyramidal ein und setzte den Fokus auf die Bedeutung der Basalganglien. Aufgrund seiner Darstellungen wurde sein Name mit der Funktionsstörung verknüpft, die auch als Hepatolentikulare Degeneration (Synonym: Morbus Wilson) bekannt ist. Wilson bestand auf die Beibehaltung von Kinnier Wilson Disease.
Wilson Entdeckung brachten ihm den ersten Lehrstuhl als Professor der Neurologie am King’s College Hospital . Bis dahin war die Neurologie ein Teil der Allgemeinmedizin. Später und bis heute wurde dies der wichtigste neurologische  Lehrstuhl in England . Nebenbei führte er seine Arbeit als klinischer Arzt im Harley Street-Hospital fort, wo unter anderem Charles Chaplin zu seinen Patienten gehörte.

## Werke
- Progressive lenticular degeneratio. A familial nervous disease associated with cirrhosis of the liver. Doktorarbeit. Brain, Oxford, 1912, 34: 295–507.
- Über progressive lenticulare Degeneration. Handbuch der Neurologie, 5. Auflage; Berlin, 1914.
- Some problems in neurology. No. 2. Pathological laughing and crying. Journal of Neurology and Psychopathology, 1922, 3: 134–139.
- Modern Problems in Neurology. London, 1928.